# Tấm băng Nam Cực

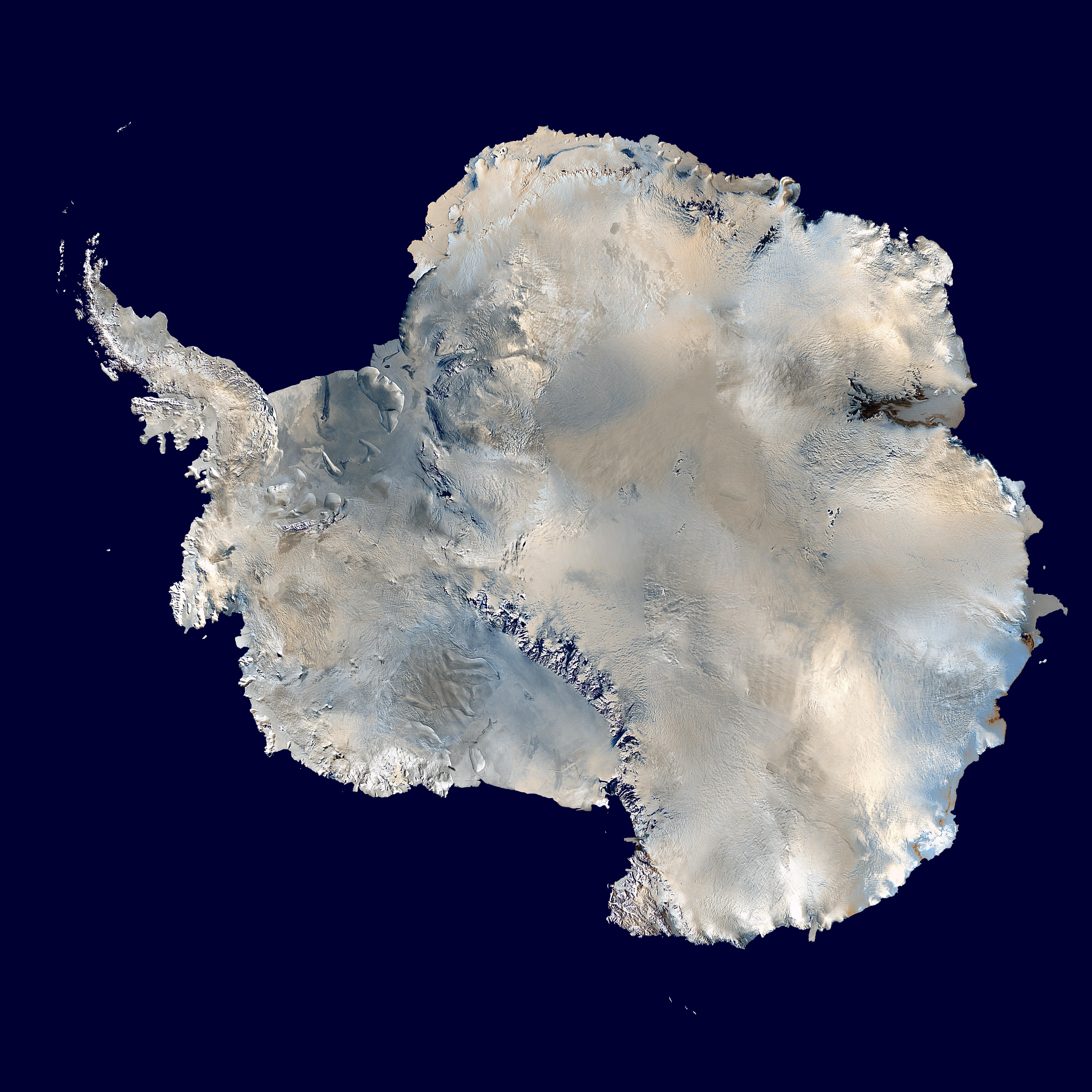
Hình vệ tinh tấm băng Nam Cực

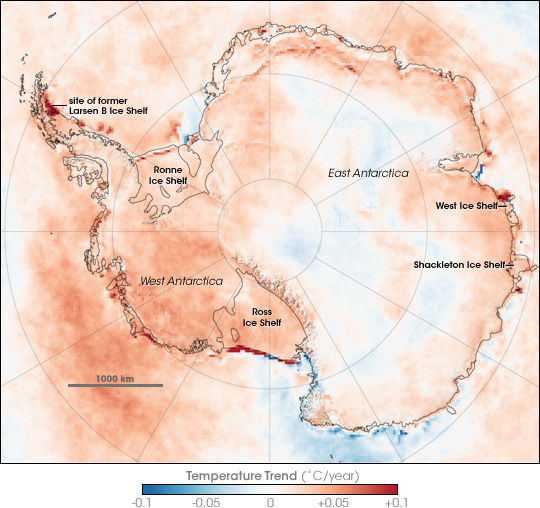
Xu hướng Nhiệt độ Nam Cực giữa năm 1981 và 2007, dựa trên các quan sát hồng ngoại nhiệt được thực hiện bởi một loạt các cảm biến vệ tinh NOAA. Xu hướng nhiệt độ da không nhất thiết phản ánh xu hướng nhiệt độ không khí.

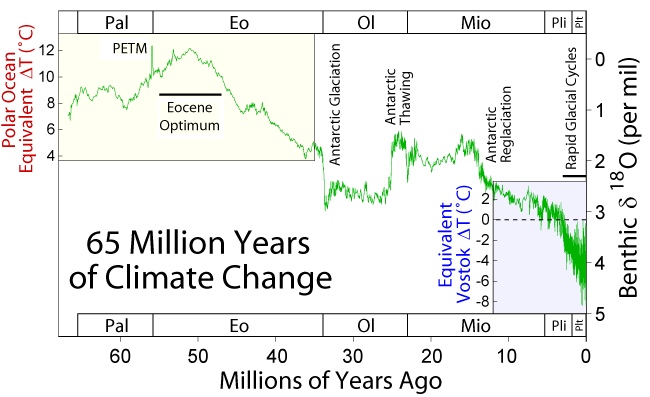
Nhiệt độ khí hậu cực bắc thay đổi khắp Kenozoic, cho thấy băng giá của Nam Cực vào cuối Eocene, tan băng gần cuối Oligocene và sau đó tái đóng băng Miocen.

Tấm băng Nam Cực là một trong hai cực băng của Trái Đất. Nó bao gồm khoảng 98% lục địa Nam Cực và là khối băng lớn nhất trên Trái Đất. Nó có diện tích gần 14 triệu km vuông (5,4 triệu dặm vuông) và chứa 26,5 triệu kilomet khối (6.400.000 dặm khối) băng. Khoảng 61% lượng nước ngọt trên Trái Đất được giữ trong dải Nam Cực, tương đương khoảng 58 m mực nước biển dâng. Ở Đông Nam Cực, lớp băng nằm trên một vùng đất rộng lớn, trong khi ở Tây Nam Cực, giường có thể kéo dài tới 2.500 m so với mực nước biển.
Trái ngược với sự tan chảy của băng biển Bắc cực, băng biển xung quanh Nam Cực đang mở rộng vào năm 2013. Nguyên nhân của hiện tượng này không được hiểu đầy đủ, nhưng những gợi ý bao gồm những ảnh hưởng khí hậu đối với đại dương và lưu thông khí quyển của lỗ thủng tầng ozone và nhiệt độ bề mặt đại dương mát mẻ hơn khi các vùng nước sâu làm nóng chảy các thềm băng.